# Enrico I di Münsterberg-Oels
Enrico il Vecchio di Münsterberg (chiamato anche Enrico I di Münsterberg, Enrico I di Oels ; in ceco Jindřich starší z Poděbrad; in tedesco detto Heinrich I. von Oels; 1448 – Kłodzko, 1498) è stato un nobile ceco, fu un conte imperiale e conte di Kladsko. Fu duca di Münsterberg e Oels, nella Slesia meridionale, e dal 1465 al 1472 fu anche duca di Opava. In alcune occasioni prestò servizio come governatore della Boemia.

## Biografia

### Famiglia e ascendenza
Enrico discendeva dal ramo di Poděbrady della famiglia Kunštát. I suoi genitori erano Giorgio di Poděbrady, Re di Boemia, e Cunegonda di Sternberg. Egli era il loro quartogenito, nato dopo i fratelli maggiori Boček e Victor e la sorella Barbara. Cunegonda morì nel 1449, dando alla luce le due gemelle Caterina e Sidonia, e l'anno dopo Giorgio si risposò con Giovanna di Rosenthal, da cui ebbe altri quattro figli, tra cui Enrico il Giovane. 

### Sotto il regno del padre
Inizialmente il padre Giorgio di Poděbrady pianificava di avere Enrico come suo successore, poiché il primogenito Boček era mentalmente inabile. Già nel 1459 l'imperatore Federico III elevò il fratello maggiore, Victor, al rango di conte imperiale. Il 7 dicembre 1462, l'imperatore elevò anche Enrico e l'omonimo fratellastro Enrico il Giovane al rango di conti imperiali. Allo stesso tempo, l'imperatore confermò la nomina da parte di re Giorgio nel 1459 di Vittorio, Enrico il Vecchio e Enrico il Giovane come duchi di Münsterberg e conti di Kladsko. Dopo che il padre acquisì anche il ducato di Opava nel 1464, lo donò nel 1465 ai suoi figli Enrico il Vecchio, Victor ed Enrico il Giovane. Sebbene Enrico e i suoi fratelli aderissero alla fede cattolica, il Papa rifiutò di riconoscere i loro titoli reali perché il divieto imposto a Giorgio di Poděbrady dovrebbe applicarsi anche ai suoi figli. 
Dopo la morte di re Giorgio il 22 marzo 1471, Enrico fu nominato sovrano governatore del Regno di Boemia fino all'arrivo del nuovo re. In questa posizione ricevette il 10 agosto 1471 il neoeletto re Vladislao II di Boemia a Kladsko, che si stava recando da Cracovia a Praga per l'incoronazione. Più tardi, Enrico il Vecchio fu nominato Governatore per un periodo di assenza del re. 
I possedimenti di re Giorgio furono divisi tra i suoi figli secondo il piano ereditario nel 1472. Enrico il Vecchio ricevette la Contea di Kladsko, il Ducato di Slesia di Münsterberg, tra cui Frankenstein e alcuni feudi nella Boemia Orientale: Náchod, il Castello di Vízmburk, il Castello di Kunětice e le terre dei monasteri ormai defunti di Opatovice e Sezemice che erano stati devastati nelle guerre ussite. Re Vladislao confermò questi possedimenti il 3 e 29 aprile 1472. Dopo che aver confermato i privilegi per il vassallo della contea di Kladsko, l'Imperatore chiese ai suoi sudditi di Kladsko di rendere omaggio al duca Enrico - cosa che avvenne poco tempo dopo. 

### Le guerre tra Vladislao II e Mattia Corvino
Come primo conte di Kladsko, Enrico il Vecchio risiedette con la sua famiglia nel castello di Kladsko, dove si trovava la sua corte. Inizialmente, l'ufficio di Governatore era ricoperto da Hans di Warnsdorf, che era stato nominato da Giorgio di Poděbrady. Gli successero nel 1474 Giovanni di Bernstein, e Giovanni Pannwitz di Rengersdorf nel 1477. I suoi sottoposti furono, nell'ordine, Jan Horušovsky di Roztok, Jan Fulstein di Slavkov e Zbyněk di Buchov. Il suo controllore era Giovanni di Bischofsheim; il cancelliere di corte era Kliment di Jakšonov. Sebbene lo stesso Henry avesse un'ottima conoscenza della lingua tedesca, la maggior parte dei documenti prodotti nel suo ufficio erano scritti in ceco. 
Nell'ambito del conflitto contro Mattia Corvino, Re d'Ungheria, Enrico il Vecchio appoggiò Vladislao II. Infatti, il 24 aprile 1472, su richiesta dell'abate Pietro di Broumov, le truppe di Enrico entrarono senza combattere nella città di Broumov, occupata dagli ungheresi di Franz von Hag dal 1472. Poco dopo, Enrico divenne governatore di Broumov e della regione circostante, che nel 1483 il Re annesse ufficialmente alla contea di Kladsko, con il consenso del re Vladislas II. Giovanni di Warnsdorf continuò a fare incursioni contro la Slesia, su richiesta di Enrico. A causa delle minacce associate, alcune città della Slesia versarono volontariamente fondi di guerra e contributi al duca Enrico. 
Il 9 gennaio 1473 il Papa revocò l'interdetto imposto a Giorgio di Poděbrady e ai suoi figli e diede loro l'assoluzione. Nello stesso anno, Enrico il Vecchio e i suoi fratelli Victor ed Enrico il Giovane tentarono di risolvere la disputa sulla Corona di San Venceslao: per questo, invitarono i rappresentanti di Boemia, Polonia, Slesia e Lausitz a partecipare ai negoziati di Opava, all'epoca possedimento Victor. Sebbene i negoziati non avessero avuto successo, Re Vladislao promise di cancellare i debiti dei fratelli, riscuotendo tasse apposite.  In una disputa nel 1473 tra i giudici liberi della contea e le città di Kladsko, Bystrzyca Kłodzka, Radków e Lądek-Zdrój sulla destra della birra Enrico decise a favore delle città. 
Nel 1477 Enrico annesse la baronia di Homole, che fino a quel momento apparteneva alla cerchia boema di Hradec Králové, alla Contea di Kladsko. Allargò le terre di Homole con le parrocchie di Lewin e Czermna  e i villaggi di Słone e Brzozowie. Il 13 novembre di quell'anno, Vladislao II confermò il possesso, da parte di Enrico, del castello di Kunětice e delle ex tenute monastiche di Opatovice e Sezemice e tre giorni dopo diede a Henry le terre di Frankenstein come feudo ereditario. 
Nel 1477, Enrico partecipò ai negoziati di pace tra Boemia e Slesia a Broumov come rappresentante Vladislas II, insieme a William Krušina di Lichtenburg (come governatore di Hradec Králové), Peter Kdulinec, Christoph von Talkenberg auf Talkenstein e Hans of Warnsdorf. I negoziati non produssero una pace duratura, ma il 3 luglio 1479 Enrico accolse con favore l'anti-re di Boemia, Mattia Corvino, ad Olomouc a nome del re Vladislao II di Boemia.

### Duca di Münsterberg ed Oels
Prima del 1491, Enrico il Vecchio ricevette il Castello di Litice dal fratello maggiore Boček. Nel 1492 sorse una disputa tra Enrico e il re Vladislao sulla regola delle baronie di Poděbrady e Kostomlaty : il re aveva rivendicato queste terre dopo la morte di Enrico il Giovane per se stesso, ma il testamento del defunto le assegnava al fratellastro Enrico il Vecchio. La disputa fu risolta dopo che il ramo dei Piast che teneva il Ducato di Oels si estinse in linea maschile, nel 1495: con il trattato di Bautzen, del 28 aprile 1495, Enrico e i suoi figli rinunciarono a Poděbrady, ma in cambio ricevevano come feudo ereditario il ducato di Oels, ad eccezione delle proprietà libere di Milicz, igrmigród e Syców, che erano state diviso da Oels nel 1492. Sempre nel 1495, Enrico dovette vendere Litice e altre terre della Boemia Orientale all'Alto Tesoriere di Boemia, Guglielmo II di Pernstein, per pagare i debiti subiti durante la sua partecipazione alla guerra contro Mattia Corvino. Negli anni precedenti, Enrico era già stato costretto dai suoi creditori a vendere la maggior parte degli ex villaggi del monastero. Nel 1497, alla fine dovette impegnare la grande baronia di Náchod a Jan Špetle z Prudic a ze Žlebů. Enrico morì un anno dopo, e i suoi figli non riuscirono a rimborsare il prestito, quindi dovettero vendere Náchod a Jan Špetle. Dopo aver venduto la Contea di Kladsko nel 1501, i suoi discendenti rimasero solo con i suoi possedimenti slesiani. 
Enrico morì nel 1498 e fu sepolto nella chiesa del monastero francescano di San Giorgio che aveva fondato a Kladsko. Nel 1558 lui e otto dei suoi parenti che erano stati sepolti anche lì, furono traslati nella chiesa principale di Kladsko.

## Matrimonio e Discendenza
Nel 1467 Enrico si sposò a Cheb (detta in tedesco Eger) con Ursula di Brandeburgo, figlia di Alberto III Achille, Elettore di Brandeburgo. Ebbero otto figli: 
- Alberto (1468–1511), duca di Münsterberg-Oels, sposò nel 1487 la principessa Salome (1475/76-1514), figlia del duca Giovanni II di Żagań e Großglogau;
- Giorgio (1470–1502), duca di Münsterberg-Oels, sposò nel 1488 la principessa Jadwiga (1476–1524), figlia di Giovanni II di Żagań;
- Giovanni (23 giugno 1472 - 7 agosto 1472);
- Margherita (1473–1530), sposò nel 1494 il principe Ernesto di Anhalt-Dessau;
- Carlo I (1476–1536), sposò nel 1488 la Principessa Anna (1480/83-1541), anch'ella figlia di Giovanni II di Żagań;
- Luigi (21 giugno 1479-27 aprile 1480);
- Maddalena (25 gennaio 1482-11 aprile 1513);
- Sidonia (3 giugno 1483-1522), sposò nel 1515 Ulrich di Hardegg.

Attraverso la mediazione di Enrico, i suoi tre figli sopravvissuti Alberto, Giorgio e Carlo sposarono tra il 1487 e il 1488 tre figlie del duca Giovanni II di Sagan e Großglogau. Come duca di Münsterberg, Enrico fondò il ramo slesiano della Casa di Poděbrady, che si estinse nella linea maschile nel 1647. 
Con il matrimonio di sua sorella Ludmilla con Federico I di Liegnitz il 7 settembre 1474, Enrico stabilì un legame familiare con la Casa del Piast.
Enrico e sua moglie Ursula erano generosi benefattori di monasteri: nel 1475 fondarono il monastero francescano di San Giorgio a Kladsko, che divenne il monastero di casa della sua famiglia. Nel 1494 diedero metà del villaggio Polanica ai canonici agostiniani a Kladsko.